# Keelung (Fluss)
Der Keelung-Fluss oder Jilong-Fluss (chinesisch 基隆河, Pinyin Jīlóng Hé, W.-G. Chi-lung Ho) ist ein 96 km langer, rechter bzw. östlicher Zufluss des Danshui im Norden Taiwans, Republik China. Er durchfließt die Städte Taipeh und Neu-Taipeh sowie die kreisfreie Stadt Keelung (基隆市,  Jīlóng Shì), deren Namen er trägt.

## Verlauf
Der Keelung-Fluss entspringt im südlichen Teil der gut 10 km östlich von Taipeh in Neu-Taipeh gelegenen Gemeinde Pingxi. Er fließt zunächst nach Nordosten und wird begleitet von der Pingxi-Linie, einer Nebenstrecke der taiwanischen Eisenbahn. Am Oberlauf des Flusses befindet sich der Shifen-Wasserfall. In der Gemeinde Ruifang nähert sich der Keelung-Fluss bis auf etwa 2 km der Nordostküste Taiwans am Ostchinesischen Meer, ehe er seine Fließrichtung nach Westen ändert. 
Anschließend durchfließt er die südlichen vom Meer abgewandten Stadtteile der Hafenstadt Keelung. Im weiteren Verlauf Richtung Südwesten durch die Stadt Xizhi nach Taipeh ist das Tal des Keelung-Flusses ein wichtiger Verkehrskorridor, durch den zwei Autobahnen und die Hauptstrecke der taiwanischen Eisenbahn führen. Im Stadtgebiet von Taipeh erreicht der Fluss das Taipeh-Becken. Er durchfließt die Hauptstadt Taiwans nördlich des Zentrums von Ost nach West. Der letzte Flussabschnitt bildet die Grenze zwischen den Stadtbezirken Shilin und Beitou. Beim Stadtteil Guandu im Nordwesten Taipehs mündet der Keelung-Fluss in den Danshui, der wiederum etwa 9 km nordwestlich in die Formosastraße mündet.